# Joaquim Bensaúde
Joaquim Bensaude GCSE (Ponta Delgada, 27 de Março de 1859 — Lisboa, 7 de Janeiro de 1952) foi um engenheiro e historiador português.
Ganhou notoriedade pelos seus estudos sobre os descobrimentos portugueses e, sobretudo, a história da ciência náutica e da astronomia no período da expansão marítima europeia. Deixou um valioso contributo para a história dos descobrimentos portugueses e sua divulgação entre os meios eruditos da Europa. Talento multifacetado, cultivou ainda o canto, o violoncelo, a pintura e a cerâmica. Foi sócio da Academia das Ciências de Lisboa.

## Biografia
Foi o segundo filho de José Bensaude (1835-1922), importante e culto industrial açoriano de origem hebraica, irmão mais novo de Alfredo Bensaude (1856-1942), mineralogista e primeiro director do Instituto Superior Técnico, irmão mais velho de Raul Bensaude, médico famoso em Paris, e primo do barítono Maurício Bensaude.
Após concluir os seus estudos preparatórios em Ponta Delgada, em 1874, então com 15 anos de idade, foi enviado pelo pai para a Alemanha, a fim de se educar nesse país, onde se formou em Engenharia Civil. Tal como o seu irmão Alfredo fizera alguns anos antes, começou por frequentar as classes preparatórias da Escola Técnica Superior de Hanôver, em Hanôver, e depois o curso de Engenharia na Escola de Minas de Clausthal, em Clausthal, hoje Clausthal-Zellerfeld, cujo curso depois tirou, diplomando-se obtendo o grau de Engenheiro Civil.
Permaneceu na Alemanha entre 1874 e 1884, adquirindo um profundo conhecimento da língua e cultura alemãs, o que se reflectiu na sua abordagem posterior ao estudo dos descobrimentos portugueses, feita em resposta e no contexto do que sobre a matéria se escrevia naquele país. Voltaria à Alemanha bastas vezes para proceder às suas investigações históricas.
A partir de 1884 passou a viver entre Lisboa e Ponta Delgada, envolvendo-se na administração da empresa pertencente à sua família. As suas actividades comerciais, e principalmente as suas paixões históricas, levaram-no a visitar diversas cidades europeias, nomeadamente da Suíça, França, Grã-Bretanha e Irlanda e Espanha, onde se relacionou com alguns dos mais importantes intelectuais do seu tempo.
Formado em Engenharia e gestor de empresas, Joaquim Bensaude entrou tardiamente no campo da História, ao que afirma em reacção àquilo que considerava "as espoliações alemãs das glórias nacionais" portuguesas, ramo da história onde a sua acção foi decisiva no sentido de reivindicar para os sábios peninsulares a origem da astronomia náuticas dos seus descobridores. A causa próxima foi a tese de Alexander von Humboldt, amplamente aceite por vários eruditos da intelectualidade alemã, segundo a qual a náutica dos descobrimentos marítimos tivera a sua origem na Alemanha, andando atribuída em particular nos trabalhos de Johannes Müller von Königsberg (mais conhecido na literatura lusófona por Regiomontano), que teriam sido trazidos para português por alguns humanistas, entre os quais o seu pretenso discípulo Martinho da Boémia.
Fazendo jus à sua formação na área das Ciências Exactas, logo no seu primeiro livro, intitulado L'astronomie nautique au Portugal à l'époque des grandes découvertes, obra que foi impressa em Berna em 1912, obra que mereceu em 1916 o prestigioso Prémio Binoux atribuído pelo Instituto de França, na qual demonstra e estabelece, sem sombra de dúvida, por meio dum estudo comparativo, que as tábuas náuticas portuguesas foram baseadas no Almanach perpetuum de Abraão Zacuto, no Regimento do astrolábio e do quadrante da Biblioteca Real de Munique e no Regimento do astrolábio e do quadrante da Biblioteca de Évora, e não nas Ephemerides de Regiomontano, do qual eram independentes.
Depois de demonstrar que, com efeito, nas Ephemerides de Regiomontano, edição de 1474, livro que se pretendia haver resolvido o problema náutico dos Portugueses, com a determinação da latitude pela altura meridiana do Sol, não existe qualquer tabela de declinação solar, ao contrário do que era correntemente aceite, nem se encontra qualquer indicação sobre o problema das latitudes, nem, até, uma tábua das declinações do Sol, absolutamente indispensável ao cálculo das latitudes, e constatou que Regiomontano incluiu esses valores nas suas Tabulae directionem. Por outro lado, as declinações do Sol que Regiomontano dá noutra obra, são calculadas adoptando sobre a base de declinação máxima uma obliquidade da eclíptica de 23° 33', ao passo que as tábuas dos primeiros Regimentos Portugueses incluíam tábuas náuticas que se baseiam na hipótese da declinação com uma obliquidade de 23° 30', a mesma que era adoptada e defendida por Abraão Zacuto. No mesmo trabalho, demonstrava também a absurdez da hipótese de os Portugueses se servirem da balestilha para determinar a altura do Sol, e de ter sido Martinho da Boémia quem lhes houvesse dado a conhecer este instrumento, que não foi, sequer, inventado por Regiomontano, como se dizia, e que era, de há muito, conhecido na Península Ibérica quando Martinho da Boémia veio para Portugal. As pretensões alemãs foram, depois, particularmente por si rebatidas na obra Les légendes allemandes sur l'histoire des découvertes maritimes portugaises, publicada em Genebra, na Tipografia Kundig, entre 1917 e 1920. Desta última Tipografia saiu, no ano de 1917, a Histoire de la science nautique portugaise, résumé. Acompanhou estes trabalhos a publicação duma série de fascículos de documentos relativos à ciência náutica dos Descobridores Portugueses. Compreendem esses documentos o Regimento do astrolábio e do quadrante de Munique, com uma introdução, o Regimento do astrolábio e do quadrante de Évora, o Almanach perpetuum de Abraão Zacuto, edição de Leiria de 1496, a Tratado del sphera y del arte de navegar de Francisco Faleiro, edição de Aevilha de 1535, o Tratado da Esfera de Pedro Nunes, edição de Lisboa de 1537, em Suplemento ao Almanach perpetuum de Abraão Zacuto, e o Reportório dos tempos, de Valentim Fernandes, edição sem lugar de 1536.
As suas obras, as primeiras que incluem uma análise rigorosa da Matemática e Geometria subjacente às técnicas de navegação utilizadas pelos navegadores portugueses dos séculos XV e XVI, tiveram grande aceitação na Europa e mereceram o aplauso de eminentes historiadores.
Homem de causas e com uma linguagem diferente da tradicionalmente utilizada na historiografia portuguesa, a sua tese das origens do plano henriquino de alcançar a Índia por mar foram criticadas por historiadores da escola tradicional, entre os quais Duarte Leite e Vitorino Magalhães Godinho. Também o historiador catalão Gonçal de Reparaz i Ruiz se insurgiu contra aquilo que considerou ser a confusão entre Jafuda Cresques (Jaime de Maiorca), um cartógrafo do Infante D. Henrique, e Abraão Cresques, autor do Atlas Catalão (1375).
A 29 de Abril de 1915 foi eleito Sócio Efetivo Academia das Ciências de Lisboa. Foi também Sócio Efectivo da Academia Portuguesa de História, admitido a 22 de Dezembro de 1937.
A 6 de Junho de 1945 foi agraciado com a Grã-Cruz da Ordem Militar de Sant'Iago da Espada.
Encontra-se colaboração da sua autoria na revista Portugal Colonial  (1931-1937).
Casou com Cecília e foi pai de Vasco Elias Bensaude.

## Principais obras
- 1912 — L'astronomie nautique au Portugal à l'époque des grandes découvertes. Berna, Akademische Buchhandlung von Max Drechsel (obra premiada pelo Instituto de França, em 1916, com o Prémio Binoux).
- 1913 — Histoire de la science nautique portugaise à l'époque des grandes découvertes, 7 volumes de transcrição de fontes.
- 1917 — Histoire de la science nautique portugaise: résumé. Genebra, A. Kundig.
- 1917-1920 — Les légendes Allemandes sur l'Histoire des Découvertes Maritimes Portugaises. Réponse à M. Herman Wagner, 1.e partie. Genebra, A. Kundig.
- 1921 — Histoire de la Science Nautique des Découvertes Portugaises (Réimpression de critiques étrangères). Lisboa, Imprensa Nacional.
- 1924 — Regimento do Estrolabio e do Quadrante - Tractado da Sphera do Mundo. 2.ª ed., Lisboa, Imprensa Nacional.
- 1927 — Luciano Pereira da Silva e a sua obra. Coimbra, Imprensa da Universidade.
- 1927 — Les Légendes Allemandes sur l'Histoire des Découvertes Maritimes Portugaises, 2.e partie. Coimbra, Imprensa da Universidade.
- 1929 — Origines du Plan des Indes. Conférence. Paris, Lib. Aillaud.
- 1930 — Lacunes et Surprises de l'Histoire des Découvertes Maritimes, Primiére partie. Coimbra, Imprensa da Universidade.
- 1930 — As origens do plano das Índias. Resposta ao artigo do Excelentíssimo Sr. Dr. Duarte Leite. Paris,  Librairie Aillaud.
- 1931 — Études sur l'Histoire des Découvertes Maritimes. Coimbra, Imprensa da Universidade.
- 1940 — O Manuscrito "Valentim Fernandes". Lisboa, Academia Portuguesa de História.
- 1942 — A Cruzada do Infante D. Henrique. Lisboa, Agência Geral das Colónias.
- 1946 — Estudos sobre D. João II. Lisboa, Academia Portuguesa de História.
- 1995 — Opera Omnia (5 volumes). Lisboa: Academia Portuguesa da História [obras completas de Joaquim Bensaúde].